# Osuna
Osuna is een gemeente in de Spaanse provincie Sevilla in de regio Andalusië met een oppervlakte van 593 km². In 2007 telde Osuna 17.698 inwoners.

## Geschiedenis
De stad heeft een Iberische oorsprong. Toen de Romeinen het gebied veroverden noemden zij de plaats Urso. In de middeleeuwen stond de plaats bekend als Ursona of Orsona. De Moren noemden het Oxuna. In 1240 werd Osuna veroverd door koning Ferdinand III van Castilië.

## Demografische ontwikkeling

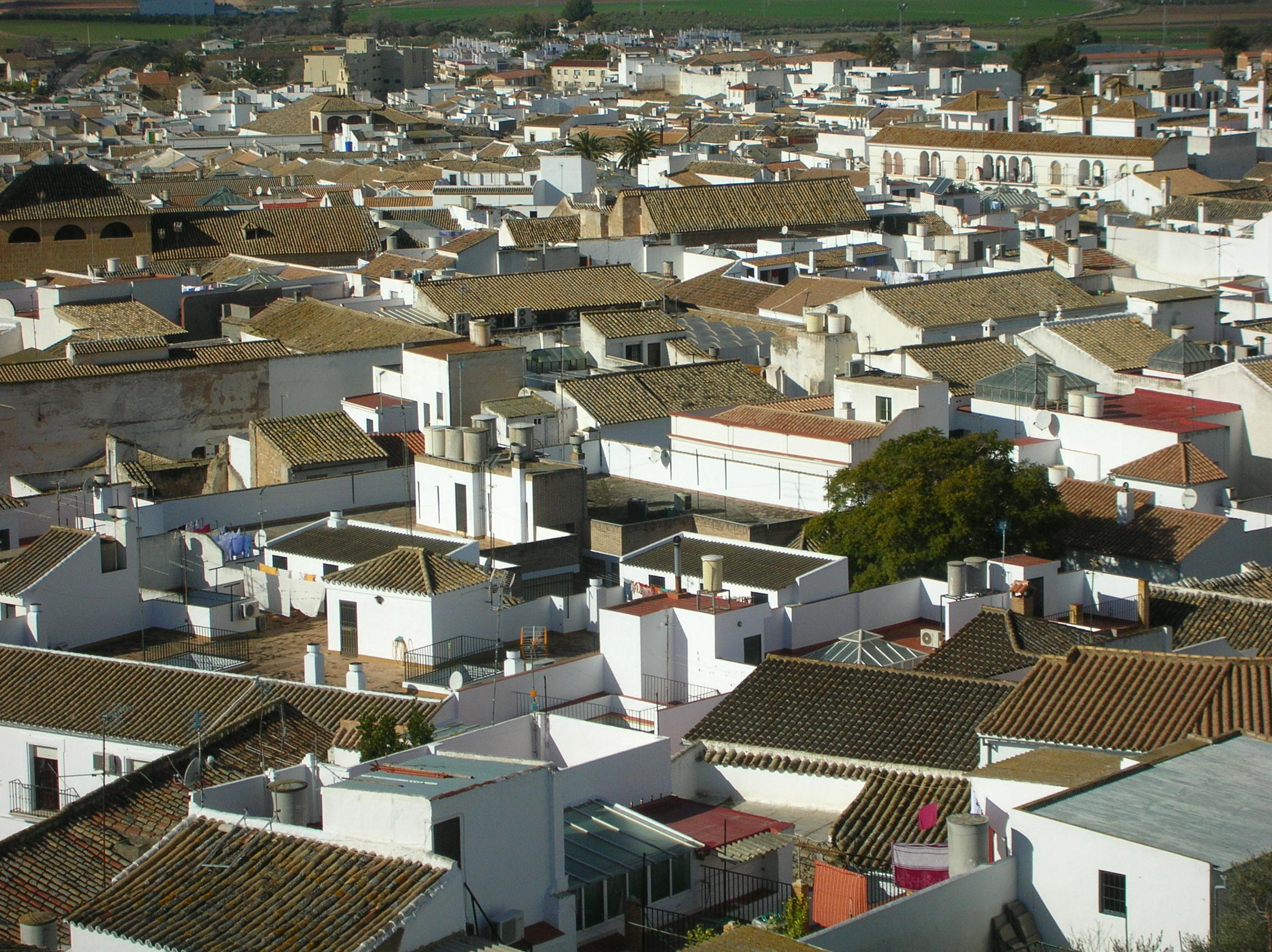
Osuna

Bron: INE; 1857-2011: volkstellingen

## Geboren
- Javi López (21 januari 1986), voetballer